# إيست غرانبي (كونيتيكت)
إيست غرانبي (بالإنجليزية: East Granby, Connecticut) هي بلدة أمريكية تقع في الولايات المتحدة في كونيتيكت. يقدر عدد سكانها بـ 5,148 نسمة ومساحتها 45.8 كم2 وترتفع عن سطح البحر 94 متر.

## أعلام
- داروين فيلبس
- والتر فوروارد